# Ставецкое
Ставецкое (укр. Ставецьке) — село на Украине, находится в Житомирском районе Житомирской области.
Код КОАТУУ — 1822087604. Население по переписи 2001 года составляет 55 человек. Почтовый индекс — 12460. Телефонный код — 412. Занимает площадь 0,26 км².

## Адрес местного совета
12460, Житомирская область, Житомирский р-н, с. Троянов, ул. Войтицкого, 16